# Indie Game: The Movie
Pour plus de détails, voir Fiche technique et Distribution.
Indie Game: The Movie est un film documentaire canadien réalisé par James Swirsky et Lisanne Pajot en 2012 et consacré au jeu vidéo indépendant.
Il a été présenté au Festival de Sundance 2012, où il a remporté le Prix du meilleur monteur international dans un documentaire.

## Synopsis
Le film suit Edmund McMillen et Tommy Refenes pendant le développement et la sortie de Super Meat Boy, Phil Fish travaillant sur Fez, ainsi que Jonathan Blow à propos de Braid.

## Récompenses
- 2012 : Festival du film de Sundance : World Cinema Documentary Editing Award
- 2012 : Utah Film Critics Association Awards : Meilleur film documentaire